# هالوسيجينيا
هالوسيجينيا (بالإنجليزية: Hallucigenia)‏ هو جنس من حيوانات الكمبري التي عرفت من الأحافير التي عثر عليها في رواسب طفل برجس الاستثنائية في كندا والصين، كما تعرف أيضاً من أشواكها التي يعثر عليها بشكل منفصل في مناطق متفرقة من العالم. اسمها الغريب مستوحى من الكلمة الأنجليزية hallucination والذي يعني الهلوسة، وهو يعكس مظهرها غير العادي وتاريخ دراستها الغريب. فعندما اعتبرت على أنها جنس جديد، تم إعادة بنائها بشكل خاطئ، فاعتبر الرأس مكان الذيل، والظهر مكان البطن.لا يزال النقاش جارياً حول تصنيف الهالوسيجينيا، حيث يعتقد بعض العلماء أن الهالوسيجينيا تنتمي لفصيات الأقدام بينما يعتبرها علماء آخرون أنها من الديدان المخملية (الديدان الحاملة للأشواك)، وهناك آخرون يميلون للقول بأنها أقرب إلى المفصليات.

## الوصف
الهالوسيجينا هو كائن أنبوبي يترواح طوله بين 10 ملم إلى أكثر من 50 ملم ، وتحتوي على سبع أو ثمان أزواج من السيقان النحيلة، كل واحدة تنتهي بزوج من المخالب. فوق كل ساق، هناك أشواك مخروطية صلبة. من الصعب التفريق بين «رأس» و«ذيل» هذا الكائن؛ بحيث أن أحد النهايات تمتد لمسافة معينة بعيداً عن السيقان وغالباً تنخفض للأسفل حتى يبدو وكأنها تلامس الأرض. وعلى الرغم من أن بعض العينات التي عثر عليها تحتوي على آثار للقناة الهضمية. إن أشواك الهالوسيجينيا مصنعة من وحدة إلى أربع وحدات أو عناصر متداخلة، ويغطي سطحها «حراشف» دقيقة ومثلثة.

## تاريخ الدراسة
الهالوسيجينيا وصفها والكوت كنوع من الديدان عديدة الأشواك من جنس «كانيديا». وفي عام 1977 , قام سيمون كونواي موريس بإعادة وصف هذا الكائن، وصنفه جنساً جديد بسبب تميزه الشديد. لم تتوفر في ذلك الوقت عينة أحفورية تحتوي على كلا الصفين من السيقان، وعلى هذا الأساس، قام كونواي موريس بإعادة بناء الهالوسيجينيا على أنها تمشي بأشواكها، وأعتقد بأن الصف الوحيد الظاهر من سيقانها بأنها لوامس على ظهرها. بينما اعتبرت اللطخ الداكنة المشاهدة في أحد أطراف هذا الكائن بأنها خارجة من رأس الكائن الخالي من الملامح. اللوامس الأمامية - كما أعتقدها سيمون- هي الوحيدة التي يمكن أن تصل للـ«ـرأس»، وهذا يعني أن الفم في الرأس عليه أن يتم تغذيته بتمرير الطعام عبر خط من اللوامس. أقترح كونواي موريس بأن التجاويف الأنبوبية داخل اللوامس هي عبارة عن أفواه. هذه الفرضيات والتصورات التي وضعها كونواي موريس أثارت جدلاً وأسئلة حول الطريقة التي يمشي بها الهالوسيجينيا بواسطة السيقان القاسية الثابتة، على كل حال، كانت تلك الفرضيات مقبولة كأفضل تفسير متاح آن ذاك.
هناك تفسير بديل افترض أن الهالوسيجينيا ليست كائن كامل، بل هي عبارة عن جزء ينتمي لكائن كبير غير معروف. هناك حالة مشابهة لهذا التفسير الأخير، ففي السابق، تم تعريف الأنومالوكاريس على أنه ثلاثة مخلوقات منفصلة قبل أن يتم تحديد هذه المخلوقات الثلاثة على أنها تنتمي لكائن واحد ضخم (ضخم بالنسبة لقياسات الكائنات المعروفة في الكمبري). ونظرا لعدم وضوح تصنيفها، تم تصنيف الهالوسيجينيا مبدئياً داخل شعبة فصيات الأقدام، وهو فرع حيوي (كلاد) يضم تحت مظلته عدد كبير من الديدان الغريبة التي تمتلك «سيقاناً». في عام 1991، قام العالمين لارس رامسكولد وهوو شانغوانغ بالعمل على عينات إضافية من الهالوسيجينيا، وهي الميكروديكتيون، من طبقات «مواتشينشان شيل» في الصين التي تنتمي للكمبري السفلي، وعلى إثرها قاما بإعادة النظر حول الهالوسيجينيا؛ فقد اعتبراها من الديدان المخملية، وكذلك قاما بتغيير جذري في وصفها حيث قلبوها حرفياً رأساً على عقب، فقد اعتبرا اللوامس أنها مكونة من أزواج وهي مخصصة للمشي، بينما الأشواك تم اعتبارها كأداة للحماية. لقد أكدت التحضيرات الخاصة للأحافير أن هناك صف آخر من «السيقان الثانية» مدفونة في مستوى يشكل زاوية مع مستوى انقسام الصخرة الحاوية للأحفورة، ويمكن كشف هذه الأقدام عبر إزالة الرواسب المغطية لها. يرى كلاً من رامسكولد وهوو أن الشكل الفقاعي «للرأس» المفترض سابقاً، هو في الواقع عبارة عن لطخة يشيع ظهورها في العديد من العينات الأحفورية، وليست جزء محفوظ من البنية التشريحية. لكن في بحث حديث نشر في عام 2015, تم الاستعانة بمجهر إلكتروني للكشف عن التركيبة الداخلية للهالوسيجينا ومكان الرأس، وتبين أن الرأس يكمن في النهاية التي تشبه الملعقة، وأن لها عينين، وفتحة فم دائرية.

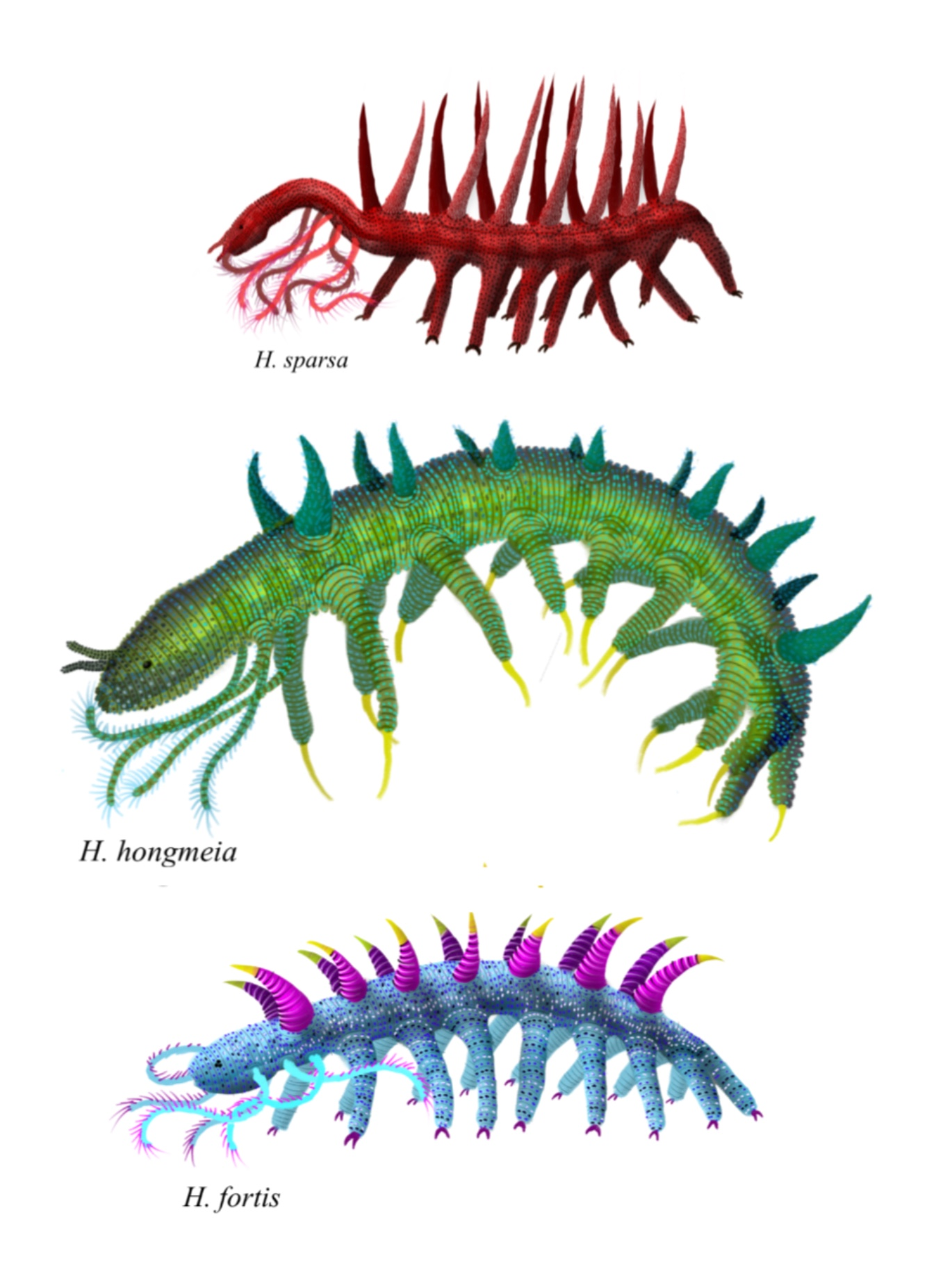
رسم تخيلي لأنواع ثلاثة مختلفة من الهالوسيجينيا؛ H. sparsa وH. hongmeia ونوع H. fortis

## القرابة
الهالوسيجينيا تمتلك جسماً مشابهاً للديدان المخملية، إلا أن الأخيرة لا تحتوي على أشواك ناتئة فوق ظهرها مثل الهالوسيجينيا. ومن المفارقة أن هذه الأشواك قد توفر دليلاً لقرابة الهالوسيجينيا بالديدان المخملية حسب ما يعتقده بعض العلماء، لأن مخالب الديدان المخملية هي الأعضاء الوحيدة المعروفة حتى الآن التي تبدي بنية متشابكة مشابهة لتلك البنية الموجودة في مخالب وأشواك الهالوسيجينيا. على كل حال، هذه الأشواك تم اعتبارها على أنها ميزة فريدة من نوعها لفصيات الأقدام المدرعة، بينما لم يثبت تكافئها بشكل قاطع مع مخالب الديدان المخملية. كما هو الحال في العديد من فصيات الأقدام المعاصرة للكمبري، فإن هناك نقص في الصفات الواضحة، على هذا، فإن علاقة الهالوسيجينيا بالمفصليات أو الديدان المخملية - أو كلاهما - تبدو محتملة. وقد ذهب بعض الباحثين إلى استبعاد القرابة مع الديدان المخملية، مشيرين إلى عدم وجود أي تنادد واضح، ويفضلون موقعاً أقرب إلى المفصليات. على كل حال، تفتقر الهالوسيجينيا إلى العديد من خصائص المفصليات، بما فيها الهيكل الخارجي والسيقان المتمفصلة والجسم المقسم.

## التنوع
في عام 2002, أقترح ديسموند كولينز بشكل غير رسمي أن أحافير الهالوسيجينيا الجديدة، المكتشفة في طفل برجس، تبدي نماذج مختلفة قد تكون ذكراً وأنثى. واحدة مع «جذع جامد وعنق قوية ورأس كروي» بينما الأخرى تملك شكلاً أرق ورأساً أدق.
هناك أنواع أخرى في تشينج يانج في الصين.

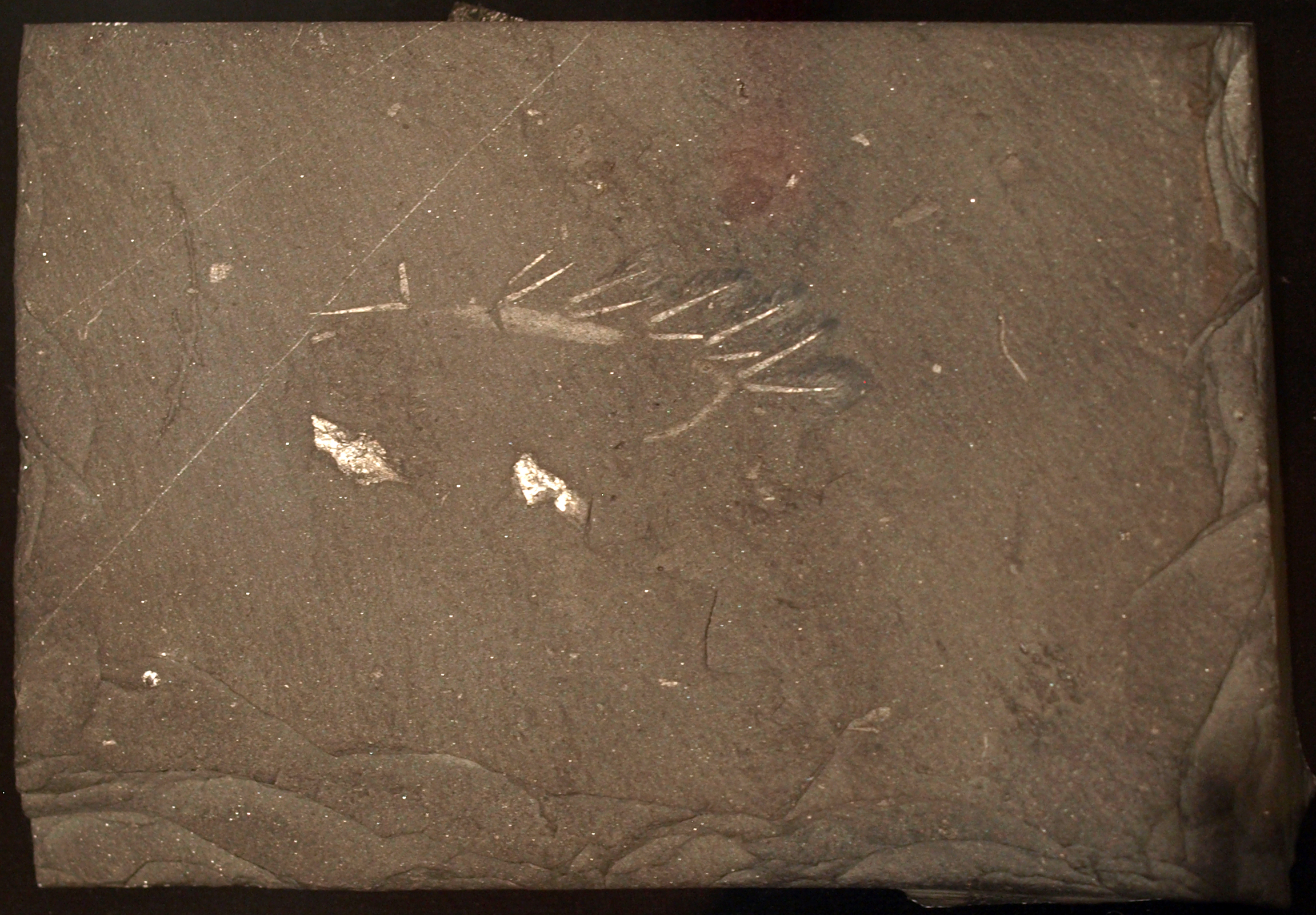
صورة واضحة للأشواك عند الهالوسجينيا، الأحفورة محفوظة في متحف أونتاريو الملكي

## التوزيع الجغرافي
الهالوسيجينيا عثر عليها في بادئ الأمر في طفل برجس في جنوب غرب مقاطعة كولمبيا البريطانية في كندا. هناك 109 عينة عثر عليها من الهالوسيجينيا في طبقة جريتر فيلوبود حيث تشكل هذه العينات نسبة 0.3% من مجمل العينات هناك. وتشكل الهالوسيجينيا أيضاً أقلية قليلة من مجمل الأحافير في المراسب الصينية. من ناحية أخرى، يمكن العثور على أشواك الهالوسيجينيا بشكل منفصل في رواسب عديدة من الكبمري، ومحفوظة على شكل أحافير كربونية أو متمعدنة.